# Rosa 'Princess Alexandra'
Rosa 'Princess Alexandra' — сорт чайно-гибридных роз из коллекции Renaissance®.
Регистрационное название 'POUldra'.
Сорт назван в честь принцессы Дании Александры, родившейся 30 июня 1964.

## Происхождение
Селекционеры: Л. Пернилл Олезен (L. Pernille Olesen) и Модженс Н. Олезен (Mogens N. Olesen), Дания, 1998 г.
Введён в культуру Пулсеном Розером (Poulsen Roser) в 1998 году.

## Биологическое описание
Высота растения 100—150 см. Ширина 100 см.
Листья тёмно—зелёные, блестящие.
Цветки от розового до тёмно—розового цвета, от 10 до 15 см в диаметре. Число лепестков более 25. Аромат сильный.
Цветение волнообразное в течение всего сезона.
Сорта коллекции Renaissance отличаются хорошим развитием побегов, обильным цветением, наличием 3—5 махровых или полумахровых цветков на стебле. Объединяют в себе притягательность душистых «ностальгических» роз прошлого и такие преимущества современных сортов, как повторное цветение и устойчивость к заболеваниям.

## В культуре
Используется как декоративное садовое растение, а также для срезки.
Зоны морозостойкости: от 7b (−12.2 °C... −15 °C) до более тёплых.
Устойчивость к болезням высокая.
Лепестки немного выгорают с течением времени, и цветок приобретает фиолетовые, розовые и сиреневые тона. Цветы на стебле чаще одиночные, иногда в небольших кистях по 3—5 штук. Сорт отличается сильным сладковатым ароматом, который порой ощущается на расстоянии нескольких метров от цветущей розы. Куст прямостоячий, красивый, к концу сезона высота отдельных побегов может достигать полутора метров.